# Dave Leitao
David Antonio Leitao jr., detto Dave (New Bedford, 18 maggio 1970), è un ex cestista e allenatore di pallacanestro statunitense.